# Boxeo en los Juegos Panafricanos de 2023
El Boxeo en los Juegos Panafricanos de 2023 se llevó a cabo en el Bukom Boxing Arena en Accra, Ghana del 15 al 22 de marzo.

## Resultados

### Masculino
| Evento  | Oro               | Plata                      | Bronce                      |
| ------- | ----------------- | -------------------------- | --------------------------- |
| 48 kg   | Mohammed Aryeetey | Livens Tulembekwa Zola     | Hamza Essaadi               |
| 48 kg   | Mohammed Aryeetey | Livens Tulembekwa Zola     | Innocent Tumusiime          |
| 51 kg   | Patrick Chinyemba | Lubabalo Lusizi            | Theophilus Allotey          |
| 51 kg   | Patrick Chinyemba | Lubabalo Lusizi            | Fabrice Valerie             |
| 54 kg   | Amadu Mohammed    | Mwengo Mwale               | Imad Azoui                  |
| 54 kg   | Amadu Mohammed    | Mwengo Mwale               | Franck Mombey               |
| 57 kg   | Omole Dolapo      | Armando Rugoberto Sigauque | Albert Ngulube              |
| 57 kg   | Omole Dolapo      | Armando Rugoberto Sigauque | Kasim Murungi               |
| 60 kg   | Joseph Commey     | Andrew Chilata             | Oussama Mordjane            |
| 60 kg   | Joseph Commey     | Andrew Chilata             | Ezra Paulo Mwanjwango       |
| 63.5 kg | Samuel Takyi      | Emmanuel Katema            | John Paul Masamba           |
| 63.5 kg | Samuel Takyi      | Emmanuel Katema            | Jugurtha Ait-Bekka          |
| 67 kg   | Gerald Kabinda    | Boniface Zengala           | Abdenacer Belarbi           |
| 67 kg   | Gerald Kabinda    | Boniface Zengala           | Zakaria Romdhani            |
| 71 kg   | Steve Kulenguluka | Omar El-Sayed              | Antoine Mendy               |
| 71 kg   | Steve Kulenguluka | Omar El-Sayed              | Muzamir Semuddu             |
| 75 kg   | Edwin Owuor       | Yassine Elouarz            | Ahmed Ghazli                |
| 75 kg   | Edwin Owuor       | Yassine Elouarz            | Temesgen Mitiku             |
| 80 kg   | Peter Pita        | Mohammed Houmri            | Yusuf Changalawe            |
| 80 kg   | Peter Pita        | Mohammed Houmri            | Junior Fotouo               |
| 86 kg   | Oussama Kanouni   | Abubakar Kamoko            | Musa Maregesi               |
| 86 kg   | Oussama Kanouni   | Abubakar Kamoko            | Nathan Nlandu Mbeli         |
| 92 kg   | Adam Olaore       | Kevin Kuadjovi             | Ali El-Salamony             |
| 92 kg   | Adam Olaore       | Kevin Kuadjovi             | Symphorien Njinnou Mouandat |
| +92 kg  | Ifeanyi Onyekwere | Yann Mike Mansogo          | Anthony Bweluzeyi           |
| +92 kg  | Ifeanyi Onyekwere | Yann Mike Mansogo          | Diarga Baldé                |

### Femenino
| Evento | Oro                  | Plata              | Bronce               |
| ------ | -------------------- | ------------------ | -------------------- |
| 48 kg  | Fatiha Mansouri      | Wafa Hafsi         | Janet Acquah         |
| 48 kg  | Fatiha Mansouri      | Wafa Hafsi         | Margret Tembo        |
| 50 kg  | Roumaysa Boualam     | Zainab Adeshina    | Yasmine Moutaqui     |
| 50 kg  | Roumaysa Boualam     | Zainab Adeshina    | Grace Fahnbulleh     |
| 52 kg  | Gezahegn Betelhem    | Rabab Cheddar      | Gisele Nyembo Muamba |
| 52 kg  | Gezahegn Betelhem    | Rabab Cheddar      | Chadha Jlassi        |
| 54 kg  | Widad Bertal         | Shukura Kareem     | Yomna Ayyad          |
| 54 kg  | Widad Bertal         | Shukura Kareem     | Amina Faki           |
| 57 kg  | Ojo Nene Joy         | Chahira Selmouni   | Khouloud Hlimi       |
| 57 kg  | Ojo Nene Joy         | Chahira Selmouni   | Keamogetse Kenosi    |
| 60 kg  | Cynthia Ogunsemilore | Rahma Mohamed      | Hadjila Khelif       |
| 60 kg  | Cynthia Ogunsemilore | Rahma Mohamed      | Azza Nahdi           |
| 63 kg  | Ichrak Chaib         | Merveille Mbalayi  | No hubo              |
| 66 kg  | Bethelhem Wolde      | Isabel Mulungo     | No hubo              |
| 70 kg  | Blessing Oraekwe     | Alcinda Dos Santos | Eya Ben Zina         |
| 70 kg  | Blessing Oraekwe     | Alcinda Dos Santos | Brigitte Mbabi       |
| 75 kg  | Patricia Mbata       | Molka Ben Mabrouk  | Rady Gramane         |
| 81 kg  | Jacinta Umunnakwe    | Marie Joël Mwika   | No hubo              |
| +81 kg | Khadija El-Mardi     | Jorbelle Malewu    | No hubo              |

## Medallero
| Núm. | País                            | Oro | Plata | Bronce | Total |
| ---- | ------------------------------- | --- | ----- | ------ | ----- |
| 1    | Nigeria                         | 8   | 2     | 0      | 10    |
| 2    | Argelia                         | 4   | 2     | 5      | 11    |
| 3    | Ghana                           | 4   | 1     | 2      | 7     |
| 4    | República Democrática del Congo | 2   | 5     | 4      | 11    |
| 5    | Zambia                          | 2   | 3     | 2      | 7     |
| 6    | Marruecos                       | 2   | 2     | 3      | 7     |
| 7    | Etiopía                         | 2   | 0     | 1      | 3     |
| 8    | Kenia                           | 1   | 0     | 1      | 2     |
| 9    | Mozambique                      | 0   | 3     | 1      | 4     |
| 10   | Túnez                           | 0   | 2     | 5      | 7     |
| 11   | Egipto                          | 0   | 2     | 2      | 4     |
| 12   | Sudáfrica                       | 0   | 1     | 1      | 2     |
| 13   | Guinea Ecuatorial               | 0   | 1     | 0      | 1     |
| 13   | Togo                            | 0   | 1     | 0      | 1     |
| 15   | Tanzania                        | 0   | 0     | 3      | 3     |
| 15   | Uganda                          | 0   | 0     | 3      | 3     |
| 17   | Gabón                           | 0   | 0     | 2      | 2     |
| 17   | Senegal                         | 0   | 0     | 2      | 2     |
| 19   | Botsuana                        | 0   | 0     | 1      | 1     |
| 19   | Camerún                         | 0   | 0     | 1      | 1     |
| 19   | Liberia                         | 0   | 0     | 1      | 1     |
| 19   | Mauricio                        | 0   | 0     | 1      | 1     |